# Günter Kilias

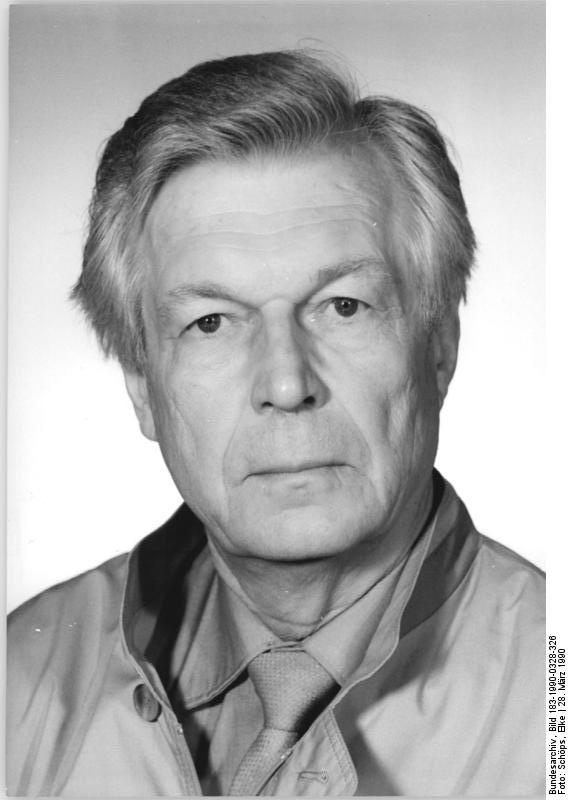
Günter Kilias (1990)

Günter Kilias (* 25. Mai 1926 in Kunzendorf, heute Kunice) ist ein ehemaliger deutscher Politiker (SPD). Er war der älteste Abgeordnete der letzten Volkskammer der DDR.

## Leben und Beruf
Kilias besuchte die Grund- und Oberschule in Sorau (heute Żary), die er mit dem Abitur abschloss. Von 1947 bis 1951 studierte er Forstwissenschaften an der Humboldt-Universität Berlin. Nach seinem Abschluss als Diplom-Forstingenieur war er dort als wissenschaftlicher Assistent tätig und promovierte, ebenfalls an der Humboldt-Universität, zum Dr. rer. silv. Ab 1963 war er Oberförster im Staatlichen Forstwirtschaftsbetrieb in Hoyerswerda.
Zum Zeitpunkt seiner Zugehörigkeit zur Volkskammer wohnte Kilias in Senftenberg, war verheiratet und hatte zwei Kinder.

## Politik
Kilias trat im Januar 1990 in die SPD ein. Bei der Volkskammerwahl 1990 wurde er über den Listenplatz 3 der SPD-Liste im Wahlkreis Cottbus in die Volkskammer gewählt. Als ältestes Mitglied des Parlaments stand ihm eigentlich das Amt des Alterspräsidenten zu, da er jedoch aufgrund einer Erkrankung nicht an der konstituierenden Sitzung am 5. April 1990 teilnehmen konnte, wurde er vom zwei Tage jüngeren Lothar Piche (DSU) vertreten. Später nahm er an Sitzungen teil, trat jedoch nicht nennenswert in Erscheinung. Mit der Wiedervereinigung und der damit verbundenen Auflösung der Volkskammer zum 2. Oktober 1990 endete auch seine Mitgliedschaft im Parlament.